# Ненуклеозидні інгібітори зворотної транскриптази

Структурна формула невірапіну

Структурна формула ефавірензу

Ненуклеозидні інгібітори зворотної транскриптази — це група антиретровірусних препаратів, що не мають структурної подібності із нуклеотидними основами, які входять до складу ДНК або РНК, та блокують активний центр ферменту вірусу ВІЛ-1 зворотню транскриптазу неконкурентним шляхом, блокують активність ДНК- та РНК-залежних полімераз вірусу ВІЛ-1, не інгібують α-, β- та γ-ДНК-полімерази організму людини. Ненуклеозидні інгібітори зворотної транскриптази діють на ранніх стадіях розвитку ВІЛ-інфекції, тому ефективно діють у клітинах, що були інфіковані недавно. Препарати групи активні виключно до вірусу імунодефіциту людини І типу. До ненуклеозидних інгібіторів зворотної транскриптази відносяться невірапін, ефавіренз, делавірдин, етравірин, рілпівірин.

## Механізм дії
Ненуклеозидні інгібітори зворотної транскриптази після перорального прийому проникають в уражені клітини та неконкурентно блокують активний центр ферменту вірусу ВІЛ-1 зворотної транскриптази та блокування активності ДНК-полімерази шляхом руйнування каталітичної частини ферменту. Препарати групи активні виключно до вірусу імунодефіциту людини І типу та неактивні до вірусу ВІЛ-2 і α-, β- та γ-ДНК-полімерази людини. Ненуклеозидні інгібітори зворотної транскриптази інгібують ранні стадії життєвого циклу вірусу ВІЛ, тому особливо ефективні у гострій стадії захворювання.

## Фармакокінетика
Більшість ненуклеозидних інгібіторів зворотної транскриптази добре, але повільно всмоктуються в шлунку, з досягненням максимальної концентрації в крові протягом близько 4 годин. Препарати групи добре розподіляються в тканинах та рідинах організму, більшість препаратів добре проникають через гематоенцефалічний бар'єр, плацентарний бар'єр та виділяються в грудне молоко. Метаболізуються ненуклеозидні інгібітори зворотної транскриптази в печінці з утворенням неактивних метаболітів. Виводяться з організму препарати групи переважно нирками, частково виводяться з калом. Період напіввиведення препаратів групи може змінюватися від 5,8 годин (делавірдин) до 52—76 годин (ефавіренз), у більшості препаратів немає даних про зміну цього часу при печінковій та нирковій недостатності.

## Застосування
Ненуклеозидні інгібітори зворотної транскриптази застосовують для лікування ВІЛ-інфекції, що спричинює ВІЛ виключно І типу. Препарати групи застосовують у вагітних для профілактики вертикальної передачі ВІЛ дитині та використовують для запобігання професійного зараження медичними працівниками під час аварійних ситуацій.

## Побічна дія
При застосуванні ненуклеозидних інгібіторів зворотної транскриптази найчастіше спостерігають:
- Алергічні реакції — висипання на шкірі, свербіж шкіри, кропив'янка, гарячка, синдром Стівенса-Джонсона, синдром Лаєлла, може зрідка спостерігатись анафілактичний шок.
- З боку органів травлення можливі нудоти, блювання, діареї, зниження апетиту, болю в животі, гепатит, жовтяниця; підвищення активності амінотрансфераз та гаммаглютамілтранспептидази (ГГТП), підвищення рівня білірубіну в крові; може спостерігатися печінкова недостатність (у тому числі фульмінантний гепатит).
- З боку нервової системи(найчастіше при застосуванні ефавірензу) можуть спостерігатися головний біль, сонливість, підвищена втомлюваність, парестезії, периферичні нейропатії, патологічні сновидіння, запаморочення, порушення мислення, депресія, тривога, галюцинації, суїцидальне мислення та спроби самогубства.
- Можуть спостерігатись також остеонекроз, міалгії, артралгії, ліподистрофія, лактатацидоз, цукровий діабет.

Під час проведення комбінованої антиретровірусної терапії із застосуванням ненуклеозидних інгібіторів зворотної транскриптази у хворих зростає ймовірність лактатацидозу та гепатонекрозу. При проведенні ВААРТ у хворих зростає ймовірність розвитку серцево-судинних ускладнень, гіперглікемії та гіперлактемії. Під час проведення ВААРТ зростає ймовірність синдрому відновлення імунної системи із загостренням латентних інфекцій.

## Протипоказання
Абсолютним протипоказанням до застосування препарату з групи ненуклеозидних інгібіторів зворотної транскриптази є гіперчутливість до препарату цієї групи. Відносними протипоказаннями до застосування препаратів групи є ниркова та печінкова недостатність, годування грудьми, захворювання нервової системи. Препарати групи (крім невірапіну) з обережністю застосовуються при вагітності. Ненуклеозидні інгібітори зворотної транскриптазм .не застосовуються разом із астемізолом, цизапридом, терфенадином, мідазоламом, пімозидом, бепридилом, рифапентином, алкалоїдами ріжків та препаратами звіробою.